# FC Admira Wacker Mödling
FC Admira Wacker Mödling (oficial: FC Trenkwalder Admira Wacker Mödling; simplu: Admira) este un club de fotbal din Mödling, Austria care evoluează în Prima Ligă. Clubul a fost format în 1905 sub denumirea de SK Admira Vienna în capitala austriacă. Fuzionările cu SC Wacker Vienna în 1971, cu VfB Mödling în 1997 și cu SK Schwadorf în 2008 au condus la numele actual.

## Istorie

### SK Admira Viena
SK Admira Vienna a fost format în cartierul Jedlesee din Viena ca o fuziune între două cluburi de fotbal numite Burschenschaft Einigkeit și Sportklub Vindobona în 1905. În 1919, Admira a fost promovată la primul nivel al sistemului de ligi austriece pentru prima dată în istoria lor. Clubul a devenit curând una dintre cele mai de succes echipe din perioada interbelică, cucerind șapte campionate naționale austriece și trei titluri de Cupă a Austriei. Câțiva jucători Admira erau, de asemenea, obișnuiți în echipa națională de fotbal a Austriei la acest moment.
După Anschluss din 1938, Admira a jucat timp de mai multe sezoane în Gauliga Ostmark, una dintre ligile regionale de top create prin reorganizarea fotbalului german sub cel de-al Treilea Reich. Câștiga lor din Gauliga Ostmark din 1938–39 i-a calificat pentru campionatul german de fotbal din 1939, în care Admira a ajuns în finală împotriva lui Schalke 04, care era echipa dominantă de fotbal germană a epocii. Au pierdut covârșitor cu scorul de 0–9. Acest efort a marcat ultimul succes major pentru Viena înainte de sfârșitul celui de-al Doilea Război Mondial.

#### Perioada postbelică
Perioada de după război a dus la un declin lent, dar constant, din cauza lipsei de fonduri pentru a cumpăra jucători mai competitivi. În cele din urmă, a culminat cu prima retrogradare scurtă din primul nivel, după patruzeci de ani, în 1960. Clubul a suferit două schimbări de nume în acea perioadă, jucând ca ESV Admira Vienna după o fuziune cu clubul de sport feroviar ESV Vienna în 1953, înainte de a trece la ESV Admira-NÖ Energie Vienna în 1960 datorită unui acord de sponsorizare regional cu furnizorii de energie NEWAG/NIOGAS NEWAG. La scurt timp după aceea, Admira (sau Admira Energie, așa cum era numită în majoritatea mass-media din acea vreme) și-a recăpătat o parte din forța anterioară, câștigând Cupa Austriei în 1964 și dubla titluri de ligă și cupă în 1966.
Dezvăluirea scandalurilor financiare din cadrul NEWAG/NIOGAS la sfârșitul anilor 1960 a dus la încetarea bruscă a fluxului constant de fonduri și a adus clubul în pragul administrației, ceea ce avea să fie evitat. Cu toate acestea, Admira a început să caute un partener de fuziune și a vizat în special Austria Viena. Cu toate acestea, după ce crearea Admira-Austria a fost refuzată de două ori, Admira a început în cele din urmă discuții cu SC Wacker Vienna, care s-au încheiat cu succes în 1971.

## SC Wacker Viena
Wacker Vienna a fost înființată în 1908 în cartierul Meidling din Viena. Clubul a atins primul nivel al sistemului de ligi austriece pentru prima dată în 1914. Fiind o echipă la mijlocul tabelului până în a doua jumătate a anilor 1930, Wacker a devenit o echipă de top în anii 1940 și 1950, câștigând dubla în 1947 și terminând ca secund în ligă de încă opt ori până la 19546 de ori.
În ultimul deceniu, ca club independent, a devenit un club de yo-yo de bună-credință, cu opt retrogradări consecutive sau promovări în topul austriac între 1961 și 1968. O a cincea retrogradare în 1971, combinată cu probleme financiare și de stadion, a dus în cele din urmă la fuziunea cu Admira, formând FC Vienna Admira/Wacker.

### VfB Mödling
VfB Mödling a fost înființat la 17 iunie 1911 în orașul Mödling din Austria Inferioară. De la înființare, Mödling a jucat în cea mai înaltă ligă din Austria Inferioară. Odată cu introducerea unei ligi naționale la nivel de Austria în 1949, clubul a fost clasificat în al doilea nivel. Jucând cea mai mare parte a existenței sale în ligi de nivel al doilea și al treilea de atunci, clubul s-a bucurat de trei scurte perioade în prima divizie în sezoanele 1952–53 și 1987–88, precum și între 1992 și 1995, înainte de a fuziona în cele din urmă cu Admira/Wacker în 1997.
În 1997, după o criză financiară, VfB Mödling și Admira Wacker au fuzionat. În 2004, iranianul Majid Pishyar a cumpărat clubul. Administrația sa asupra clubului a dus la dificultăți pe teren și în afara terenului. Clubul a retrogradat după sezonul 2005-2006. Cu alte probleme financiare, Pishyar a vândut clubul lui Richard Trenkwalder în 2008. Trenkwalder a făcut o serie de modificări clubului, inclusiv schimbarea numelui clubului în FC Trenkwalder Admira. Schimbările sale au dat roade în cele din urmă, clubul câștigând promovarea înapoi în prima divizie austriacă după sezonul 2010-11. (Între timp, Majid Pishyar a provocat, de asemenea, probleme financiare similare la un club elvețian, Servette, în sezonul 2011-2012.)
În 2017, compania de tipărire online Flyeralarm din Würzburg a achiziționat drepturile de denumire pentru club, ceea ce înseamnă că clubul va fi cunoscut drept „Flyeralarm Admira” timp de zece ani.

### Admira Wacker
La 1 iulie 2024, clubul a revenit oficial la numele său istoric, Admira Wacker, ca parte a unui efort mai amplu de a reveni la rădăcinile sale. Cu o lună mai devreme, clubul a dezvăluit un blazon nou proiectat, care s-a inspirat în mare măsură pe emblema din 1971, dar a încorporat elemente moderne. Decizia de a restabili numele inițial al clubului și de a actualiza emblema a fost salutată de baza de fani, în special de cluburile de fani care au susținut această schimbare de mulți ani. Culorile tradiționale ale clubului - negru, alb și roșu - rămân neschimbate, deși alb și negru au primit un accent reînnoit în branding-ul clubului.

## Palmares
- Campionii Austriei: 9
  - Admira Vienna (8): 1926–27, 1927–28, 1931–32, 1933–34, 1935–36, 1936–37, 1938–39, 1965–66
  - Wacker Vienna: 1946–47
- Cupa Austriei: 6
  - Admira Vienna (5): 1927–28, 1931–32, 1933–34, 1963–64, 1965–66
  - Wacker Vienna: 1946–47
- Supercupa Austriei: 1
  - Admira / Wacker Vienna: 1989
- Mitropa Cup
  - Admira Vienna runner-up: 1934
  - Wacker Vienna runner-up: 1951

## Jucători
În perioada 1972-1977, timp de cinci sezoane, la club a activat fotbalistul român Nicolae Lupescu.